# Renato Alberti
Renato Alberti (San Michele Extra, 4 aprile 1936 – 25 settembre 2022) è stato un calciatore italiano, di ruolo difensore.

## Carriera
Dopo due stagioni in IV serie, nel 1956 passa alla Sambenedettese, in cui milita dal 1956 al 1961, disputando cinque campionati di Serie B.
Ha giocato in Serie A con il Catania dal 1961 al 1965.

## Statistiche

### Presenze e reti nei club
| Stagione              | Squadra               | Campionato            | Campionato | Campionato | Totale   | Totale |
| Stagione              | Squadra               | Campionato            | Presenze   | Reti       | Presenze | Reti   |
| --------------------- | --------------------- | --------------------- | ---------- | ---------- | -------- | ------ |
| 1954-1955             | Clodia                | IV                    | ?          | ?          | ?        | ?      |
| 1955-1956             | Audace                | IV                    | ?          | ?          | ?        | ?      |
| 1956-1957             | Sambenedettese        | B                     | 5          | 0          | 5        | 0      |
| 1957-1958             | Sambenedettese        | B                     | 1          | 0          | 1        | 0      |
| 1958-1959             | Sambenedettese        | B                     | 22         | 0          | 22       | 0      |
| 1959-1960             | Sambenedettese        | B                     | 5          | 0          | 5        | 0      |
| 1960-1961             | Sambenedettese        | B                     | 35         | 0          | 35       | 0      |
| Totale Sambenedettese | Totale Sambenedettese | Totale Sambenedettese | 68         | 0          | 68       | 0      |
| 1961-1962             | Catania               | A                     | 27         | 0          | 27       | 0      |
| 1962-1963             | Catania               | A                     | 4          | 0          | 4        | 0      |
| 1963-1964             | Catania               | A                     | 15         | 0          | 15       | 0      |
| 1964-1965             | Catania               | A                     | 2          | 0          | 2        | 0      |
| Totale Catania        | Totale Catania        | Totale Catania        | 48         | 0          | 48       | 0      |
| Totale carriera       | Totale carriera       | Totale carriera       | 116        | 0          | 116      | 0      |